# Флютура Ачка
Флютура Ачка (на албански: Flutra Açka) е албанска журналистка, издателка, поетеса и писателка (авторка на произведения в жанровете драма и лирика).

## Биография и творчество
Родена е в Елбасан, Албания на 4 юни 1966 г. Завършва „Статистика“ в Икономическия факултет на Държавния университет в Тирана (1988) и „Албанска филология“ (2001) в Университета „Александър Джувани“ в Елбасан.
След дипломирането си от 1992 г. работи 3 години като статистик. След това става журналист в окръжния вестник на Елбасан „Fjala e azad“ („Свободна дума“) и после в независимия вестник „Ku vemi?“ („От къде си?“). Едновременно в периода 1992 – 2000 г. работи като администратор и редактор на публикации в издателство „Онуфри“. През 2001 г., заедно със съпруга си холандец, създава собствена издателска къща „Skanderbeg Books“ със седалище в Тирана.
Ачка е много известна със своята поезия. Първият ѝ поетичен сборник „Tri vjeshta larg“ („На три есени разстояние“) е публикуван през 1993 г. Сред основните ѝ публикации са и стихосбирките „Mure vetmie“ („Стени на самотата“), „Festë me ankthin“ („Празник с мъката“), „Kurth' i diellit“ („Клопката на слънцето“).
През 1997 г. получава международно признание с присъдената ѝ специална награда „Лира на Струга“ на фестивала „Стружки вечери на поезията“, където няколко години представя албанската поезия. През 1998 г. е избрана сред 13-те най-добри европейски поети от новото поколение в състезанието за голямата награда на „Тиволи-Европа“ в Италия. Представена е с нейните стихове в повечето антологии на албанската поезия на чужди езици. Нейни стихове и цикли са публикувани на много езици, нейни произведения са издадени във Франция, Италия, Гърция, Румъния, Германия, САЩ, България.
Първият ѝ роман „Самотата на една жена“ е издаден през 1998 г. Чрез разследването на загадката около смъртта на красивата Доньета Р. отпреди 20 години в анонимен албански град писателката преплита модерното и традиционното, представя патриархалното общество и традиционния свят на малкия албански град, в който обичаите са над индивидуалната съдба, докато една жена посмее да ги отхвърли и да се отдаде на своите чувства.
Други известни нейни романи са „Kryqi i harresës“ („Кръстът на забравата“) и „Hiri“ („Пепелта“).
Флютура Ачка живее със семейството си в Тирана.

## Произведения

### Поезия
- Tri vjeshta larg (1993)
- Mure vetmie (1995)
- Festë me ankthin (1997)
- Vetmi gruaje (2001)
- Shabani (2002)
- Kurth' i diellit (2003)
- Dhjetë vjet poezi : 1993 – 2003 (2003)
- Zbathur (2007)
- Lutje dimri (2008)
- Ftesë për flirt (2015)

### Самостоятелни романи
- Vetmi gruaje (1998)
Самотата на една жена, изд. „Ах-Ба-Ка“ (2007), прев. Виктор Генков
- Kryqi i harresës (2004)
- Hiri (2006)
- Ku je? (2009)
- Kukullat nuk kanë Atdhe (2013)
- Të ftuar në Rrethin e Dhjetë (2017)
- Roja i dritës (2018)